# يانغ كايهوي
يانغ كايهوي (بالصينية: 杨开慧) (6 نوفمبر 1901 - 14 نوفمبر 1930) كانت الزوجة الثانية لماو تسي تونغ، الذي تزوجها عام 1920 كان لديها ثلاثة أطفال من ماو تسي تونغ: ماو أنينغ، وماو آن تشينغ، وماو أن لونغ. كان والدها يانغ تشانغجي، رئيس مدرسة هونان الأولى العادية وأحد المعلمين المفضلين لدى ماو.